# Kanton Tramayes
Kanton Tramayes (francouzsky Canton de Tramayes) je francouzský kanton v departementu Saône-et-Loire v regionu Burgundsko. Tvoří ho devět obcí.

## Obce kantonu
- Bourgvilain
- Clermain
- Germolles-sur-Grosne
- Pierreclos
- Saint-Léger-sous-la-Bussière
- Saint-Pierre-le-Vieux
- Saint-Point
- Serrières
- Tramayes